# Список єврейських архівних документів України
Список єврейських архівних документів України — це сукупність документів переважно генеалогічного змісту, які стосуються представників єврейської ідентичності, які були створенні на території України. До цього переліку відносять: переписи, ревізькі казки, метричні книги, списки родин, податні книги нерухомого майна, податні зошити товариств, відомості суспільного податку, книги обліку пересильних сум, касові книги суспільного збору тощо. 
Зібрання єврейських документів у переважній більшості знаходяться в Україні. Частина документів є у Польщі, Білорусі, Росії та інших країнах.

## Переписи єврейського населення України

### Брацлавське воєводство

#### Гранівський ключ
| Документ | Назва                             | Рукопис | Частина | Рік  | Примітки |
| -------- | --------------------------------- | ------- | ------- | ---- | -------- |
|          | Перепис євреїв містечка Гранів    | 7731    |         | 1722 | [ р. 1 ] |
|          | Перепис євреїв Гранівського ключа | 7863    | 4       | 1764 | [ р. 1 ] |

### Волинська губернія

#### Дубенський повіт
| Документ | Назва                                                        | Фонд | Опис | Справа | Рік  | Примітки          |
| -------- | ------------------------------------------------------------ | ---- | ---- | ------ | ---- | ----------------- |
|          | Ревізька казка євреїв Дубенського повіту Волинської губернії | 118  | 14   | 3      | 1850 | [ а. 1 ] [ р. 2 ] |

#### Житомирський повіт
| Документ | Назва                                                       | Фонд | Опис | Справа | Рік  | Примітки          |
| -------- | ----------------------------------------------------------- | ---- | ---- | ------ | ---- | ----------------- |
|          | Ревізькі казки євреїв Житомирського та Чуднівського повітів | 118  | 14   | 337    | 1795 | [ а. 2 ] [ р. 2 ] |
|          | Ревізькі казки євреїв Житомирського повіту                  | 118  | 14   | 24     | 1811 | [ а. 3 ] [ р. 2 ] |

##### Янушпіль
| Документ | Назва                                               | Фонд | Опис | Справа | Рік       | Примітки |
| -------- | --------------------------------------------------- | ---- | ---- | ------ | --------- | -------- |
|          | Метрична книга євреїв містечка Янушпіль. Народження | 67   | 3    | 434    | 1854      | [ р. 2 ] |
|          | Метрична книга євреїв містечка Янушпіль. Народження | 67   | 3    | 435    | 1855      | [ р. 2 ] |
|          | Метрична книга євреїв містечка Янушпіль. Народження | 67   | 3    | 436    | 1857      | [ р. 2 ] |
|          | Метрична книга євреїв містечка Янушпіль. Народження | 67   | 3    | 437    | 1858      | [ р. 2 ] |
|          | Метрична книга євреїв містечка Янушпіль. Народження | 67   | 3    | 438    | 1860      | [ р. 2 ] |
|          | Метрична книга євреїв містечка Янушпіль. Народження | 67   | 3    | 439    | 1861      | [ р. 2 ] |
|          | Метрична книга євреїв містечка Янушпіль. Народження | 67   | 3    | 440    | 1862      | [ р. 2 ] |
|          | Метрична книга євреїв містечка Янушпіль. Народження | 67   | 3    | 472    | 1865-1872 | [ р. 2 ] |

#### Кременецький повіт
| Документ | Назва                                                | Фонд | Опис | Справа | Рік  | Примітки |
| -------- | ---------------------------------------------------- | ---- | ---- | ------ | ---- | -------- |
|          | Додаткові ревізькі казки євреїв Кременецького повіту | 118  | 14   | 79     | 1865 | [ р. 2 ] |

#### Луцький повіт
| Документ | Назва                                            | Фонд | Опис | Справа | Рік  | Примітки |
| -------- | ------------------------------------------------ | ---- | ---- | ------ | ---- | -------- |
|          | Перепис євреїв села Володимирець Луцького повіту | 46   | 9    | 4394   | 1938 | [ р. 3 ] |
|          | Перепис євреїв Рожища Луцького повіту            | 46   | 90   | 618    | 1938 | [ р. 3 ] |

#### Новоград-Волинський повіт
| Документ | Назва                                                  | Фонд | Опис | Справа | Рік       | Примітки |
| -------- | ------------------------------------------------------ | ---- | ---- | ------ | --------- | -------- |
|          | Ревізька казка міщан євреїв містечка Острополя         | 118  | 14   | 87     | 1834      | [ р. 2 ] |
|          | Додаткові ревізькі казки Новоград-Волинського повіту   | 118  | 14   | 195    | 1853-1856 | [ р. 2 ] |
|          | Ревізька казка євреїв Острополя по рекрутському набору | 118  | 55   | 2      | 1860      | [ р. 2 ] |

#### Овруцький повіт
| Документ | Назва                           | Фонд | Опис | Справа | Рік  | Примітки |
| -------- | ------------------------------- | ---- | ---- | ------ | ---- | -------- |
|          | Перепис євреїв містечка Рокитне | 46   | 9    | 4406   | 1938 | [ р. 4 ] |

#### Рівненський повіт
| Документ | Назва                                           | Фонд | Опис | Справа | Рік  | Примітки |
| -------- | ----------------------------------------------- | ---- | ---- | ------ | ---- | -------- |
|          | Перепис євреїв села Березне                     | 263  | 1    | 64     | 1938 | [ р. 4 ] |
|          | Податковий перепис євреїв міста Рівне з адресою | 221  | 1    | 219    | 1939 | [ р. 4 ] |

### Закарпаття

#### Воловець
| Документ | Назва                                     | Фонд | Опис | Справа | Рік       | Примітки |
| -------- | ----------------------------------------- | ---- | ---- | ------ | --------- | -------- |
|          | Метрична книга євреїв Воловця. Народження | 1606 | 16   | 5      | 1851-1885 | [ р. 5 ] |
|          | Метрична книга євреїв Воловця. Смерть     | 1606 | 16   | 6      | 1871-1885 | [ р. 5 ] |

#### Мукачево
| Документ | Назва                                                                                                  | Фонд | Опис | Справа | Рік       | Примітки |
| -------- | --- | ---- | ---- | ------ | --------- | -------- |
|          | Метрична книга євреїв Мукачево. Одруження                                                              | 1606 | 16   | 54     | 1891      | [ р. 5 ] |
|          | Метрична книга євреїв Мукачево. Одруження                                                              | 1606 | 16   | 55     | 1892      | [ р. 5 ] |
|          | Метрична книга євреїв Мукачево. _Одруження                                                             | 1606 | 16   | 56     | 1859-1870 | [ р. 5 ] |
|          | Метрична книга євреїв Мукачево. _Одруження                                                             | 1606 | 16   | 58     | 1891      | [ р. 5 ] |
|          | Метрична книга євреїв Мукачево. Народження                                                             | 1606 | 16   | 75     | 1891      | [ р. 5 ] |
|          | Метрична книга євреїв Мукачево (район): Страбичово, Шенборн, Чинадієво, Шкуратівці та інші. Одруження. | 1606 | 16   | 76     | 1894      | [ р. 5 ] |
|          | Метрична книга євреїв Мукачево (район): Страбичово, Гать, Великі Лучки, Палаток та інші. Одруження.    | 1606 | 16   | 77     | 1892      | [ р. 5 ] |
|          | Метрична книга євреїв Мукачево. Одруження.                                                             | 1606 | 16   | 78     | 1893      | [ р. 5 ] |

## Місцезнаходження документів
1. 1 2  Відділ рукописів бібліотеки Чарторизьких в Кракові
2. 1 2 3 4 5 6 7 8 9 10 11 12 13 14 15  Державний архів Житомирської області
3. 1 2  Державний архів Волинської області
4. 1 2 3  Державний архів Рівненської області
5. 1 2 3 4 5 6 7 8 9 10  Державний архів Закарпатської області

## Покажчик аркушів
1. ↑  1 Дубно, 362 Олика, 542 Варковичі, 589 Мизоч, 622 Козин, 653 Верба, 673 Крупець, 682 Михайлівка, 704 Берестечко, 822 Торговиця, 854 Острожець, 882 Муравица, 916 Млинок, 929 Любочівка, 936 Демидівка
2. ↑  320 Івниці, 380 Кодні, 394 Котільня, 404 Краснопіль, 411 Краснопільський кагал, 421 Ловків, 425 Ліщин, 443 П'ятки, 452 П'ятецький кагал, 459 Райгород, 475 Райгородський кагал, 480 Слободище осідлі, 487 Слободище, 490 Троянів, 509 Ушомир, 520 Червоний, 528 Черняхів осідлі, 548 Чуднів, 575 Чуднівський кагал, 604 Янушпіль осідлі, 611 Янушпільський кагал
3. ↑  147 Житомир, 226 Ушомир, 233 Кодні, 237 Котільня, 241 Ловків, 250 П'ятки, 258 Райгород, 265 Троянів, 274 Ушомир, 284 Черняхів, 294 Чуднов, 318 Червона, 322 Янушпіль